# Kasteel van Clermont
Het Kasteel van Clermont (Frans: Château de Clermont) is een kasteel, gebouwd tussen 1643 en 1649, en gelegen in het Franse dorpje Le Cellier, nabij Nantes. De bekendste bewoner was ongetwijfeld de Franse komiek Louis de Funès, die er samen met z'n vrouw Jeanne de Barthélémy de Maupassant woonde tot zijn dood in 1983.

## Geschiedenis

### 17de eeuw - begin 20ste eeuw
Het Kasteel van Clermont werd gebouwd na de Slag bij Rocroi (19 mei 1643). De toenmalige hertog van Enghien, Louis II die later de ‘Grote Condé’ genoemd werd, heeft tijdens deze veldslag de toekomstige troon van de toen 5-jarige Louis XIV verzekerd. Hij verwierf een immense populariteit en was het toonbeeld van enthousiasme tijdens een glorieperiode. Het kasteel werd in die tijd gebouwd voor de Chenu de Clermont, een familie met vele belangrijke militaire bestuurders. René Chenu, de vader (1599-1672) is lang gouverneur geweest van de forten van Oudon en Champtoceaux die van daaruit het bevel aanvoerden over het leger die stroomopwaarts langs de Loire ging. Zijn zoon, Hardy Chenu (1621-1683) was bestuurder en opzichthouder van forten, steden en kastelen in Bretagne.
De leden van de familie Chenu waren vazallen van de prinsen van Condé. Deze prinsen hadden veel eigendommen in het westen van Frankrijk en het feit dat er toen een enorme onderworpenheid bestond van het volk tegenover machthebbers, wat zijn hoogtepunt kende onder het ancien régime, versterkte zelfs hun vriendschap. René Chenu was zelfs een tijdgenoot en trouwe bondgenoot van Hendrik II van Bourbon-Condé. Ook de geboortedatum en sterfdatum van Hardy Chenu verschillen niet veel met die van Louis II. Hardy Chenu was bovendien kamerheer van Louis II. Naar verluidt zou een van de Chenu’s, de vader of de zoon, tijdens een gevecht het leven gered hebben van hun heer om hem te bedanken. In ieder geval getuigt de bouw van het enorme Kasteel van Clermont van een vorstelijke vrijgevigheid.
Tijdens de Franse Revolutie valt het kasteel in de handen van republikeinen en als eigendom van de baron van Jamonières komt het in 1860 in de handen van de familie Nau. Ten slotte belandt Kasteel van Clermont in 1941 op de lijst van monuments historiques in Frankrijk, waartoe ook de Eiffeltoren, het Louvre en de Notre Dame van Parijs behoren.

### Het kasteel van Louis de Funès (1967-1986)
Louis de Funès en zijn echtgenote, Jeanne Barthélemy, brachten vaak hun vakantie door in het domein van Clermont, het toenmalige landgoed van de graaf Charles Nau de Maupassant. De vrouw van Charles Nau de Maupassant, Marie Barthélémy, was de tante van Jeanne Barthélemy. Het echtpaar Nau-Barthélémy had geen kinderen, dus bij haar overlijden in 1963, erfde Jeanne Barthélémy de landerijen. Het echtpaar de Funès kocht in 1967 het volledige kasteel op, dat toen al zes jaar lang onbewoond was.
Het kasteel bevat 30 kamers, heeft 365 ramen, belangrijke bijgebouwen en een park van 30 hectare. Omdat de Funès gepassioneerd was door plantkunde, bouwde hij er een rosarium. Zijn familie kon zo’n immens gebouw niet onderhouden en verkocht het amper drie jaar na de dood van de acteur aan de Franse vereniging voor de ontwikkeling van alternatieven voor de gastvrijheid (ADAH).

### Het kasteel sinds 1986
De Franse vereniging voor ontwikkeling van alternatieven voor de gastvrijheid (ADAH) vestigde zich in deze gebouwen en bleef hier van 1986 tot 2005. Ze ontfermde zich over gehandicapte personen met mentale achterstand. De buitengebouwen zijn omgevormd tot verschillende ateliers met diverse activiteiten om de bewoners bezig te houden: naaien, beeldhouwen, schrijnwerk, wasserette. Een ander deeltje van het kasteel is ingericht als restaurant, nog een ander dient als kunstzaal, of de zaal waarin verschillende evenementen plaatsvinden: theater, kunsttentoonstellingen en klassieke muziekspektakels. Een ander deel van het gebouw dient om plechtige evenementen te laten doorgaan: huwelijken, congressen, …
In de tuinen van het kasteel gebruikt de vereniging de rozentuin van Louis de Funès als tuinbouwatelier.

## Eigenaars

### Familie Nau De Maupassant (1860-1963)
- 1860-1880: Léon Nau de Maupassant (1810-†1880) – Hij huwt op 18 mei 1859 in de Heilige Basiliek-Clotilde in Parijs, Mélanie-Élisabeth de Hübner (1834-†1908)
- 1880-1908: Mélanie-Élisabeth de Hübner (1834-†1908), zijn verloofde
- 1908-1941: Charles Nau de Maupassant (1866-†1941), zijn zoon – Hij huwde op 19 oktober 1912 in Paris, Marie Barthélémy (1884-†1963)
- 1941-1963: Marie Barthélémy (1884-†1963), zijn verloofde, geen kinderen.

### Familie de Funès (1967-1986)
- 1967-1983: Louis de Funès (1914-†1983) en zijn vrouw Jeanne Barthélémy (1914-†2015) erven bij de dood van haar tante, Marie Barthélémy in 1963, landerijen van het kasteel. Ze kopen heel het kasteel in 1967.
- 1983-1986: Jeanne Barthélémy is de enige eigenaar bij de dood van haar echtgenoot. Ze verkoopt het kasteel in 1986.

### Sinds 1986
- 1986-2005: ADAH = de Franse vereniging voor ontwikkeling van alternatieven voor gastvrijheid.
- Sinds 2005: vastgoedmakelaar

## Beschrijving
Sinds de jaren van zijn bouw, tijdens het regentschap van Anna van Oostenrijk en de minderheid van Lodewijk XIV, is het kasteel in grote lijnen intact gebleven. De zuidelijke gevel, die de Loire domineert en een panoramisch uitzicht biedt op de Mauges-streek en de wijngaard van Muscadet (le Loroux), is nog altijd zo dat ze een aquarel van de periode van de collectie van Gaignières toont, die in het prentenkabinet van de nationale bibliotheek van Frankrijk bewaard is. De noordelijke gevel, waarnaar een schaduwrijke straat leidt, die loodrecht staat op ‘la rue de Clermont’, die leidt naar le Cellier dat zich ongeveer op een kilometer afstand bevindt, bleef ingelijst in de originele vleugels. Het kasteel bevat bijna 366 ramen en 20 kamers: het is omgeven door een park van 3 hectare en 17 hectare van wijngaarden.
De privékapel van het kasteel dateert uit de 17de eeuw, de graanschuur van de 19de eeuw.

### Architectuur
Het Kasteel van Clermont biedt de drie belangrijkste kenmerken van de stijl van Louis XIII:
- apparatuur van bakstenen en stenen met een roze kleur die de lijnen van een ernstig ontwerp verzacht
- leien daken van verschillende hoofdgebouwen, die gescheiden en onafhankelijk van elkaar zijn
- een centraal paviljoen dat dient als een kooi naar de eretrap, die verhoogd is met een attiek en de andere bouwwerken domineert

Dit centraal paviljoen was oorspronkelijk bekroond met een lantaarn, waar zich ongetwijfeld een klok bevond om alarm te slaan als dat nodig was.
Tegenover de bezoeker, die vanuit de hoofdstraat kwam en zich gereed maakt om de droge grachten over te steken die de binnenplaats voorafgaan, lopen de twee vleugels op de voorgrond uit op twee gelijke en vierkante paviljoenen, die omschreven kunnen worden als ontvangstpaviljoenen.

### De Vleugels
Aan de zijkanten herbergen de twee vleugels de vertrekken van de knechten: de slaapkamers voor het personeel, de berging, de stallen en de serres staan onder het toeziend oog van de meester. Bij de verbinding met het eigenlijke gebouw bevinden zich rechts de keukens en links de kapel waarvan het altaar zijn mooie oorspronkelijke retabel bewaard gebleven is. In het midden van de vleugels openen er zich gewelfde doorgangen. De doorgang rechts leidt naar de tuinen en de doorgang links leidt naar het erf. Hun twee heldere ingangen combineren comfort met het doorbreken van het monotone lijnenspel. In de rechtse vleugel strekt de galerie zich uit over de gehele eerste verdieping.
De vleugels van het kasteel verschillen sterk met die van kastelen die dateren uit het begin van de zeventiende eeuw. Tot in 1624 hadden de vleugels min of meer dezelfde hoogte als het hoofdgedeelte van het kasteel zodat het voorplein een gevoel van geborgenheid bood. Men voelde er de oude nood aan bescherming. De Rocher-Poratail, dicht bij Fougères, is een zeldzaam ongeschonden voorbeeld van dit soort architectuur.
Het Kasteel van Clermont is een van de laatste kastelen waarvan de vleugels aan het hoofdgedeelte van het verblijf verbonden zijn. Ze werden echter verlicht, verlaagd en kenden bovendien een Italiaanse invloed, dit is normaal aangezien zo veel Franse architecten hun opleiding toen in Rome of in Veneto volgden. Het kasteel werd immers voor 1650 gebouwd. Onder impuls van de architecten van Kasteel van Vaux-le-Vicomte rukte het hoofdgebouw zich vanaf 1650 los van de vleugels en het merendeel heeft definitief een plan. François Mansart stelde als een van de eersten een plan op bij de bouw van Beaumesnil.

### Mengeling van stijlen
Het is eigenaardig dat de architect van het Kasteel van Clermont in zijn plan dat vroeger heel modern was zowel op de zuidelijke als op de noordelijke façade de uitspringende torentjes behouden heeft. Dat zijn stijlelementen die stammen uit de periode voor de zeventiende eeuw, maar die tegenwoordig een harmonieus geheel vormen.

## Personen die in het kasteel gewoond hebben
- Émile Souvestre,
- Marie Dorval,
- William Turner,
- Jules Sandeau
- Hélene en René-Guy Cadou
- Louis Germain David De Funes de Galarza, beter bekend als Louis de Funès